# Bohumiljania humboldti
Bohumiljania humboldti es un coleóptero de la familia Chrysomelidae.
Fue descrita científicamente por primera vez en 2005 por Jolivet, Verma & Mille.